# Лотосово дрво
Лотосово дрво (Грчки: λωτός, lōtós) је биљка која се помиње у причама из грчке и римске митологије.
Лотосово дрво се помиње у Хомеровој Одисеји као плод који је изазивао пријатну поспаност и за које се говорило да је једина храна острвског народа званог Лотофаги или они који једу лотос. Када би јели лотосово дрво, заборавили би своје пријатеље и домове и изгубили би жељу да се врате у своју родну земљу у корист живота у беспослици. Ботанички кандидати за лотосово дрво укључују персимону (Diospyros lotus), који је суб-зимзелено дрво пореклом из југозападне Азије и југоисточне Европе које расте до око 7,6 м са жућкасто зеленим цветовима, као и Ziziphus lotus, биљку са јестивим плодом блиско сродним јујуби, пореклом из медитеранског региона Европе, Азије и северне Африке.
У Овидијевим Метаморфозама  нимфа Лотида је била прелепа ћерка Нептуна, бога воде и мора. Да би побегла од насилне Пријапове пажње, призвала је помоћ богова, који су јој услишали молитве претварајући је у лотосово дрво.
Куран има легендарну биљку, дрво Лоте, које означава крај седмог неба. У Библији, Књига о Јову такође има два реда ( 40:21–22), са хебрејском речју צאלים (tse'elim), која се не појављује нигде другде у Библији. Недавни превод на енглески је „лотосово дрвеће“ од објављивања ревидиране верзије Библије краља Џејмса из 1881. Међутим, иначе се преводи једноставно као „сеновито дрвеће“.